# Sylke Ottová
Sylke Ottová (* 7. července 1969, Karl-Marx-Stadt) je bývalá německá sáňkařka, jedna z nejúspěšnějších představitelek tohoto sportu všech dob.
Je dvojnásobnou olympijskou vítězkou, když vyhrála závod jednotlivkyň na hrách v Salt Lake City roku 2002 a za čtyři roky na olympiádě v Turíně se jí podařilo obhájit, jako teprve druhé sáňkařce v historii. Má na svém kontě rovněž šest titulů mistryně světa, přičemž čtyři z nich jsou individuální (2000, 2001, 2003, 2005). Z evropského šampionátu má dva singlové tituly (2000, 2002). Čtyřikrát se stal celkovou vítězkou světového poháru (1994–95, 1999–00, 2002–03, 2003–04). Závodní kariéru ukončila v roce 2007, po vážné havárii na dráze a rovněž s cílem otěhotnět. To se jí podařilo, roku 2007 se jí narodila dcera Sina. Již v roce 2005 podstoupila operaci vyhřezlé ploténky.